# Design Augmented by Computer
Pour les articles homonymes, voir DAC.
DAC-1, acronyme de Design Augmented by Computer, était l'un des premiers systèmes graphiques de CAO. Conçu initialement par General Motors, puis en partenariat avec IBM à partir de 1960, il a été utilisé industriellement en 1963. Il a été présenté au public à la Joint Computer Conference de Détroit à l'automne 1964. GM a utilisé le système DAC, constamment mis à niveau, jusque dans les années 1970, avant de le remplacer par le système CADANCE.